# 鈴木博紀
鈴木 博紀（すずき ひろき、11月6日 - ）は、日本の男性声優、ナレーター。東京都出身。フリー。

## 略歴
東京経済大学卒業。
以前は劇団こまどり、劇団幻ハプテン、青二プロダクションに所属していた。

## 人物
声域はテノール。
趣味はジョギング、映画鑑賞。
資格．免許は4級船舶免許、普通自動車免許。

## 出演
太字はメインキャラクター。

### テレビアニメ
- あらいぐまラスカル（1977年、ベン）
- キャプテン（1980年、前キャプテン）
- フウムーン（1980年、ケン一[4]）※鈴木博名義

### ドラマCD
- エメラルドドラゴン（ジェシル）
- フォーチュン・クエスト（ミケラ）

### 吹き替え
- 赤ちゃん戦争（アルチューロ）
- 明日への希望（チャーリー・ハンバード）
- ジェット・ローラー・コースター　※テレビ版・初回放送：1981年10月28日：日本テレビ「水曜ロードショー」
- シェナンドー河（ヘンリー・アンダーソン）〔ティム・マッキンタイア〕※テレビ放送：1972年1月10日：TBS「月曜ロードショー」
- ジョーイ　※1977年のアメリカ映画　※テレビ初放映日：1979年12月19日：日本テレビ「水曜ロードショー」
- ダウンタウン物語
- 地上最強の美女バイオニック・ジェミー　(第1シーズン)※リメイク前の作品（第1作）
- 旅情　※テレビ初放映日：1979年11月18日：テレビ朝日「日曜洋画劇場」
- 若草の天使たち（ジョージ）
- ハイビジョン特集 (ボイスオーバー）

### ナレーション
- @サプリッ!（日本テレビ）
- FNNスーパーニュース（フジテレビ）
- 午後は○○おもいッきりテレビ「こだわりの一品」（日本テレビ）
- ザ!情報ツウ（日本テレビ）
- スポーツうるぐす　NFLの花道他（日本テレビ）
- スポーツセンターUSA（J SPORTS）
- スポーツラバーズ（テレビ東京）
- 世界の瞳に（テレビ東京）
- 旅の香り時の遊び（テレビ朝日）
- 旅の香り〜四季の名宿めぐり〜（テレビ朝日）
- 雷波少年（日本テレビ）
- みのもんたのサタデーずばッと（TBS）
- モー。たいへんでした（日本テレビ）
- 勇気のメダル（テレビ東京）
- 高校講座・理科総合A（NHK Eテレ）
- NHK俳句増刊号ねこぶら（NHK　Eテレ）
- 絶景温泉（BSフジ）
- ふらり旅 いい酒いい肴（BS11）
- ドウ エアロビック(NHK BSプレミアム）
- ニッポン各駅車窓旅 (2017年、NHK BSプレミアム)
- ハイビジョン特集 (ボイスオーバー、NHK BSプレミアム)
- 太田和彦のふらり旅　新・居酒屋百選（BS11) － 第89回「特別編：厳選"家族の絆"の名店」まで担当
- 新 旅の香り（テレビ朝日）

### ラジオ
- NISSAN シネマ・メゾン

### 舞台
- NINAGAWA マクベス（日生劇場）